# Matías Mansilla
Matías Lisandro Mansilla (Los Juriés, 15 febbraio 1996) è un calciatore argentino, portiere dell'Estudiantes (LP).

## Carriera
Mansilla è cresciuto nel settore giovanile del Ferrocarril Midland dove ha giocato dal 2015 al 2020 fra terza e quarta divisione argentina. Nel luglio del 2020 è stato acquistato dal Deportivo Morón, con cui ha debuttato in Primera B Nacional il 17 gennaio 2021 nell'incontro vinto 2-1 contro il Villa Dálmine.
Nel giugno del 2021 è stato ceduto in prestito al Patronato fino a dicembre dell'anno seguente, ed il 4 dicembre ha debuttato in Primera División nell'incontro pareggiato 0-0 contro il Vélez Sarsfield. L'anno successivo ha vinto la Copa Argentina in finale contro il Talleres (C) prima di far ritorno al Deportivo Morón. Nel 2023 è stato ceduto a titolo definitivo al Central Córdoba (SdE).
Il 31 gennaio 2024 ha cambiato nuovamente squadra firmando per tre anni con l'Estudiantes (LP).

## Statistiche

### Presenze e reti nei club
Statistiche aggiornate al 16 giugno 2024.
| Stagione        | Squadra               | Campionato      | Campionato | Campionato | Coppe nazionali | Coppe nazionali | Coppe nazionali | Coppe continentali | Coppe continentali | Coppe continentali | Altre coppe | Altre coppe | Altre coppe | Totale | Totale | Totale |
| Stagione        | Squadra               | Comp            | Pres       | Reti       | Comp            | Pres            | Reti            | Comp               | Pres               | Reti               | Comp        | Pres        | Reti        | Pres   | Reti   |        |
| --------------- | --------------------- | --------------- | ---------- | ---------- | --------------- | --------------- | --------------- | ------------------ | ------------------ | ------------------ | ----------- | ----------- | ----------- | ------ | ------ | ------ |
| 2020            | Deportivo Morón       | PBN             | 1          | -1         | CA              | 0               | 0               |                    | -                  | -                  |             | -           | -           | 1      | -1     |        |
| 2021            | Deportivo Morón       | PBN             | 10         | -10        |                 | -               | -               |                    | -                  | -                  |             | -           | -           | 10     | -10    |        |
| 2021            | Patronato             | PD              | 2          | 0          | CdL             | 0               | 0               |                    | -                  | -                  |             | -           | -           | 2      | 0      |        |
| 2022            | Patronato             | PD              | 2          | -2         | CA+CdL          | 1+13            | -1,-24          |                    | -                  | -                  |             | -           | -           | 16     | -27    |        |
| 2023            | Central Córdoba (SdE) | PD              | 9          | -9         | CA+CdL          | 2+14            | 0,-14           |                    | -                  | -                  |             | -           | -           | 25     | -23    |        |
| 2024            | Central Córdoba (SdE) | PD              | 0          | 0          | CA+CdL          | 0+1             | -1              |                    | -                  | -                  |             | -           | -           | 1      | -1     |        |
| 2024            | Estudiantes (LP)      | PD              | 5          | -5         | CA+CdL          | 0+16            | 0,-11           | CL                 | 6                  | -9                 | SA          | 1           | -2          | 28     | -27    |        |
| Totale carriera | Totale carriera       | Totale carriera | 29+        | -27+       |                 | 47              | -51             |                    | 6                  | -9                 |             | 1           | -2          | 83+    | -89+   |        |

## Palmarès

### Club

#### Competizioni nazionali
- Copa Argentina: 1

Patronato: 2022
- Copa de la Liga Profesional: 1

Estudiantes: 2024
- Trofeo de Campeones de la Liga Profesional: 1

Estudiantes: 2024